# Garrison (Familienname)
Garrison ist ein Familienname aus dem englischsprachigen Raum.

## Namensträger

### A
- Arvin Garrison (1922–1960), US-amerikanischer Jazzgitarrist

### B
- Ben Garrison (* 20. Jahrhundert), US-amerikanischer politischer Karikaturist

### C
- Cornelius Kingsland Garrison (1809–1885), US-amerikanischer Politiker

### D
- Daniel Garrison (1782–1851), US-amerikanischer Politiker
- David Garrison (* 1952), US-amerikanischer Schauspieler
- Deborah Garrison (* 1965), US-amerikanische Autorin

### E
- Edward B. Garrison (1900–1981), amerikanischer Kunsthistoriker spezialisiert auf mittelalterliche italienische Malerei

### F
- Fielding H. Garrison (1870–1935), US-amerikanischer Bibliothekar und Medizinhistoriker

### G
- George Tankard Garrison (1835–1889), US-amerikanischer Politiker
- Greg Garrison (1924–2005), US-amerikanischer Fernsehregisseur

### I
- Ian Garrison (* 1998), US-amerikanischer Radrennfahrer

### J
- Jason Garrison (* 1984), kanadischer Eishockeyspieler
- Jim Garrison (1921–1992), US-amerikanischer Staatsanwalt
- Jimmy Garrison (1934–1976), US-amerikanischer Jazz-Kontrabassist
- John Garrison (1909–1988), US-amerikanischer Eishockeyspieler und -trainer

### K
- Kenneth Garrison (* 1948), US-amerikanischer Sänger (Tenor)

### L
- Lane Garrison (* 1980), US-amerikanischer Schauspieler
- Lindley Miller Garrison (1864–1932), US-amerikanischer Politiker

### M
- Mabel Garrison (1886–1963), US-amerikanische Sängerin
- Mark B. Garrison (* 1956), amerikanischer Althistoriker und Altorientalist
- Matt Garrison (Bassist) (* 1970), US-amerikanischer Jazzmusiker
- Matt Garrison (Saxophonist) (* 1979), US-amerikanischer Jazzmusiker
- Max Garrison (1867–1927), deutscher Opernsänger
- Michael Garrison (1956–2004), US-amerikanischer Musiker
- Miranda Garrison (* 1950), US-amerikanische Tänzerin, Choreografin und Schauspielerin

### P
- Peter Garrison, Pseudonym von Craig Shaw Gardner (* 1949), US-amerikanischer Autor

### R
- Randall Garrison (* 1951), kanadischer Politiker
- Rob Garrison (1960–2019), US-amerikanischer Schauspieler
- Robert Garrison (1872–1930), deutscher Schauspieler
- Roger Garrison (* 1944), amerikanischer Wirtschaftswissenschaftler und Hochschullehrer

### W
- Walt Garrison (1944–2023), US-amerikanischer American-Football-Spieler
- William F. Garrison (* 1944), US-amerikanischer General
- William Lloyd Garrison (1805–1879), US-amerikanischer Bürgerrechtler und Publizist
- William Louis Garrison (1924–2015), US-amerikanischer Geograph und Verkehrswissenschaftler

### Z
- Zina Garrison (* 1963), US-amerikanische Tennisspielerin